# Sigiboldides
Les Sigiboldides sont une importante famille du royaume de Bourgogne, proche du pouvoir royal, implantée dans un premier temps en Viennois, puis en Genevois et autour du lac de Neuchâtel, dans l'actuelle Suisse romande.

## Histoire
Les Sigiboldides sont une famille originaire du Viennois, dans le royaume de Bourgogne. Proche de la famille royale, elle acquiert des possessions en Savoie dès l'an 925 et dans l'actuel canton de Neuchâtel peu après. Elle détient dans ce dernier territoire les paroisses de Bevaix, Brot, Corcelles, Chézard et Coffrane, ainsi que l'ensemble du Val-de-Travers,. Elle est peut-être également à la tête de la seigneurie de Cossonay, dans l'actuel canton de Vaud. Il est également possible que ce soient des membres de cette famille qui aient été à la tête de la résidence royale de Colombier. En 998, Rodolphe, l'un des membres de cette famille, fonde un prieuré clunisien à Bevaix,. Dans la deuxième moitié du XIe siècle, son arrière-petit-fils fait pareil à Corcelles,. Les Sigiboldides jouent alors un rôle important pour la stabilité du royaume de Bourgogne.